# Baekhyeon-dong
Baekhyeon-dong (koreanska: 백현동) är en stadsdel i staden Seongnam i provinsen Gyeonggi, i den nordvästra delen av Sydkorea, 23 km sydost om huvudstaden Seoul.  Den ligger i stadsdistriktet Bundang-gu.